# Britta Ernst
Britta Ernst (Hamburgo, 23 de febrero de 1961) es una política alemana del Partido Socialdemócrata de Alemania. Fue miembro del Parlamento de Hamburgo de 1997 a 2011 y se desempeñó como Ministra de Educación de Schleswig-Holstein de 2014 a 2017. Desde 2017 hasta 2023, Ernst se desempeñó como Ministra de Educación de Brandeburgo.

## Biografía
Ernst nació en Hamburgo. Después de su Abitur en 1980, completó un aprendizaje en bienes raíces. Posteriormente, Ernst estudió economía general, graduándose en 1990, y socioeconomía, graduándose en 1992.
Ernst es miembro de la Fundación Friedrich Ebert y del sindicato Ver.di.
En 1998, Ernst se casó con su colega político Olaf Scholz, quien fue elegido canciller de Alemania en 2021. La pareja vive en Potsdam.

### Carrera política
Ernst ha sido una miembro activa del Partido Socialdemócrata de Alemania (SPD) desde 1978. De 1991 a 1993 fue miembro de la asamblea de distrito de Hamburgo-Altona. En 1993 fue asesora personal del senador Traute Müller. De 1994 a 1997 fue asesora personal del senador Thomas Mirow. Ernst fue miembro del Parlamento de Hamburgo desde el 8 de octubre de 1997 hasta el 31 de agosto de 2011. Representó al SPD en el comité escolar, el comité de ciencias y el comité especial para niños abandonados. También fue miembro de la comisión de desarrollo escolar. De 2001 a 2006 fue líder adjunta del grupo parlamentario del SPD y portavoz de política escolar. Sus prioridades políticas fueron la política escolar y educativa, así como la igualdad de género. Desde 2006 hasta principios de 2011, Ernst fue directora parlamentaria de su grupo. Tras las elecciones estatales de Hamburgo de 2008, Ernst se desempeñó como portavoz del SPD en asuntos constitucionales. Además, continuó sirviendo en el comité escolar y comenzó a servir en el comité constitucional y distrital.
En las elecciones estatales de Hamburgo de 2011, fue reelegida para el parlamento de Hamburgo, pero dimitió el 31 de agosto del mismo año para trabajar como directora adjunta del grupo parlamentario del SPD en el Bundestag. En 2014, fue nombrada Ministra de Educación Escolar y Profesional del estado de Schleswig-Holstein en el gabinete del ministro-presidente Torsten Albig y se desempeñó como tal hasta 2017.
Desde septiembre de 2017, Ernst se desempeñó como Ministra de Educación, Juventud y Deportes del estado de Brandeburgo en el gabinete del ministro presidente Dietmar Woidke, siendo miembro del Consejo Federal desde 2017 hasta 2019.  En 2021, también se desempeñó como presidenta de la Kultusministerkonferenz, la asamblea de ministros de educación de los estados federados alemanes. Renunció a su cargo el 17 de abril de 2023.